# Sorriso nucleare
| Recensione      | Giudizio   |
| --------------- | ---------- |
| Musica e dischi |            |
| Newsic.it       |            |
| la Repubblica   | (positivo) |

Sorriso nucleare è l'album di debutto della cantautrice italiana Dolcenera. È uscito nel marzo 2003, dopo la vittoria dell'artista nella sezione "Giovani" del Festival di Sanremo con il brano Siamo tutti là fuori. Nonostante la vittoria, il disco non ha ottenuto un grande successo commerciale.

## Descrizione
L'album ha come tematiche fondamentali l'amore, affrontato in brani come Vorrei tu fossi qui, Vivo tutta la notte e Solo tu, e la condizione giovanile, che è invece al centro del singolo sanremese Siamo tutti là fuori e di Ansia metafisica.
Nell'album c'è spazio anche per le tematiche sociali: la title track Sorriso nucleare (che Dolcenera ha dichiarato essere stata la prima vera canzone da lei scritta) affronta il tema delle radiazioni nucleari e delle loro conseguenze, attraverso il punto di vista della madre di una bambina nata con una deformazione al labbro nota come labiopalatoschisi e dovuta alle conseguenze del disastro di Černobyl'.
Il disco comprende anche una cover in chiave intimista del brano Piccola stella senza cielo, uno dei pezzi più noti del cantautore Luciano Ligabue. Il brano, inserito come ultima traccia del disco, era stato proposto dalla cantautrice salentina nel corso della trasmissione televisiva Destinazione Sanremo, andata in onda nel 2002 e finalizzata a selezionare i partecipanti nella sezione "Giovani" del Festival di Sanremo 2003.
La copertina dell'album raffigura l'immagine virtuale di Dolcenera, realizzata con la collaborazione di alcuni studenti del Dipartimento d'Informatica dell'Università di Milano utilizzando una serie di fotografie della cantante stessa.

## Tracce
1. Devo andare al mare – 3:28 (Dolcenera, Francesco Sighieri, Francesco Cherubini)
2. Dolcissimo (eri proprio tu) – 4:19 (Dolcenera)
3. Vivo tutta la notte – 3:34 (Dolcenera, Franscesco Sighieri)
4. Siamo tutti là fuori – 4:11 (Dolcenera)
5. Ansia metafisica – 3:14 (Dolcenera)
6. Sorriso nucleare – 4:32 (Dolcenera)
7. Solo tu – 3:25 (Dolcenera)
8. Nuda e cruda – 3:59 (Dolcenera)
9. Io mi piaccio – 3:36 (Dolcenera, Marco Grassi)
10. Vorrei tu fossi qui – 3:35 (Dolcenera, Francesco Sighieri)
11. Piccola stella senza cielo – 3:48 (Luciano Ligabue)

## Formazione
- Dolcenera – pianoforte, voce
- Roberto Gualdi – batteria
- Lucio Fabbri – chitarra, basso, organo Hammond, ARP 2600, mandolino, violino, viola, violoncello
- Francesco Sighieri – chitarra, basso, programmazione in Siamo tutti là fuori
- Maurizio Lotito – tammorra in Siamo tutti là fuori
- Stefano Gottardis – batteria in Devo andare al mare